# オーストラリアの州と特別地域

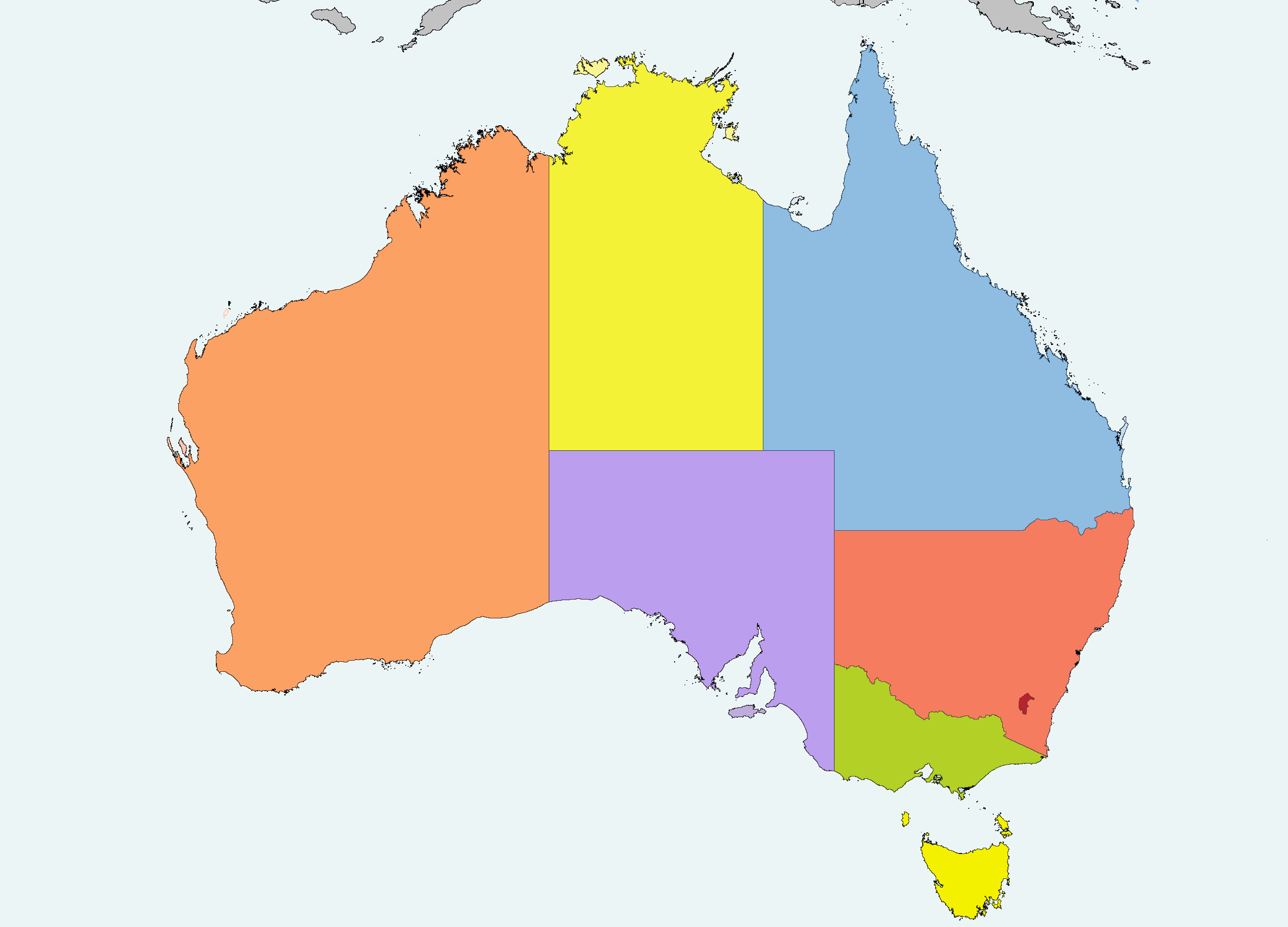
6州とACT・NT（JBTも地図内にあるが小さすぎて表示されていない）

オーストラリアの州と特別地域（オーストラリアのしゅうととくべつちいき）では、オーストラリアの行政区画について述べる。

## 州
オーストラリアでは、6つの州とその他の特別地域に区分されている。

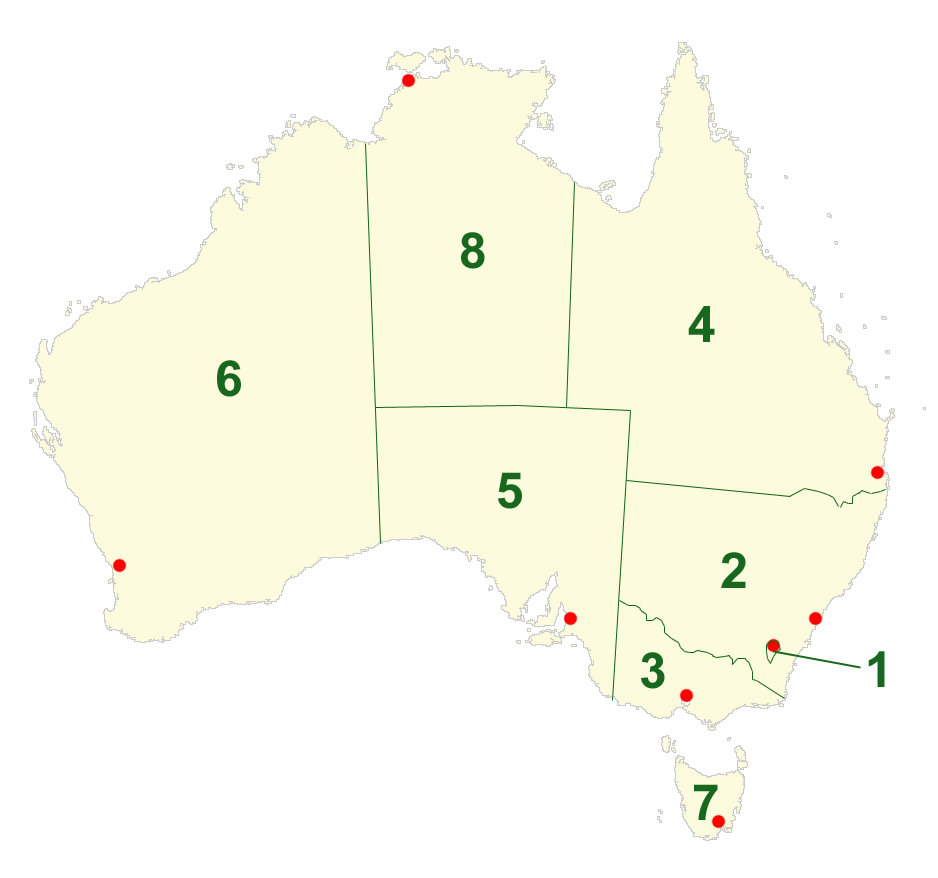
赤い点は州都

| No | 州                             | 州都       | 面積 (km2) | 人口（2021年） |
| -- | ------------------------------ | ---------- | ---------- | -------------- |
| 2  | ニューサウスウェールズ州 (NSW) | シドニー   | 809,444    | 8,072,163      |
| 3  | ビクトリア州 (VIC)             | メルボルン | 237,629    | 6,503,491      |
| 4  | クイーンズランド州 (QLD)       | ブリスベン | 1,852,642  | 5,156,138      |
| 5  | 南オーストラリア州 (SA)        | アデレード | 1,043,514  | 1,781,516      |
| 6  | 西オーストラリア州 (WA)        | パース     | 2,645,615  | 2,660,026      |
| 7  | タスマニア州 (TAS)             | ホバート   | 90,758     | 557,571        |

## 特別地域

### オーストラリア大陸
| No | 州                        | 州都       | 面積 (km2) | 人口（2021年） |
| -- | ------------------------- | ---------- | ---------- | -------------- |
| 1  | 首都特別地域 (ACT)        | キャンベラ | 2,358      | 454,499        |
| 8  | 北部準州(NT)              | ダーウィン | 1,348,199  | 232,605        |
|    | ジャービス湾特別地域(JBT) |            | 68         | N/A            |

### 島

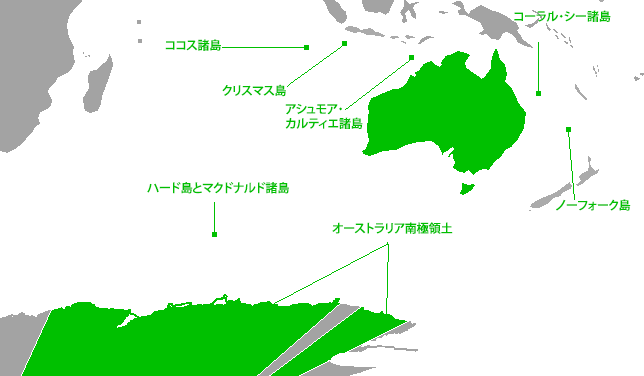
海外領土の特別地域

#### インド洋
- アシュモア・カルティエ諸島
- クリスマス島
- ココス諸島
- ハード島とマクドナルド諸島

#### 太平洋
- コーラル・シー諸島（珊瑚海諸島）
- ノーフォーク島

#### 南極
- オーストラリア南極領土（領有権凍結中）